# Leucauge rubripleura
Leucauge rubripleura är en spindelart som först beskrevs av Cândido Firmino de Mello-Leitão 1947.  
Leucauge rubripleura ingår i släktet Leucauge och familjen käkspindlar. Inga underarter finns listade i Catalogue of Life.